# William Louis Sonntag

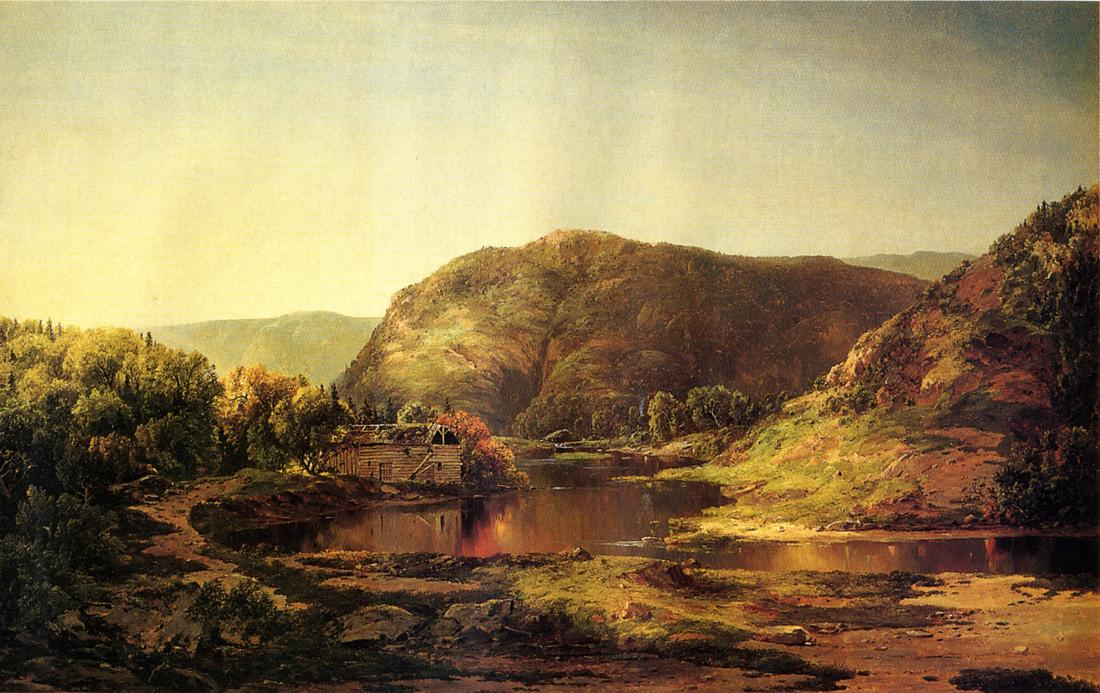
Shenandoah Valley, 1859/1860, Virginia Historical Society

William Louis Sonntag, auch William Louis Sonntag der Ältere (* 2. März 1822 in East Liberty bei Pittsburgh, Allegheny County, Pennsylvania; † 22. Januar 1900 in New York City), war ein US-amerikanischer Landschaftsmaler der Hudson River School.

## Leben
Sonntag, Sohn von Charles Sonntag, Enkel des deutschamerikanischen Geschäftsmanns Wilhelm Ludwig von Sonntag und Neffe des  US-amerikanisch-russischen Offiziers Georg von Sonntag, kam mit seiner Familie 1823 nach Cincinnati, Ohio. Bevor er sich dort der Malerei widmete, ein Ansinnen, das seinem Vater widerstrebte, war er kurzzeitig Lehrling bei einem Zimmermann und bei einem Architekten. Eine formelle künstlerische Ausbildung ist nicht überliefert. Der in Cincinnati lebende Schriftsteller Heinrich Rattermann erwähnte ihn als den bedeutendsten Schüler des Malers Godfrey Frankenstein. Außer diesem Hinweis und einer Mitgliedschaft in der Society for the Promotion of Useful Knowledge (gegründet 1840 in Cincinnati) deutet vieles auf einen im Wesentlichen autodidaktischen künstlerischen Werdegang hin. 1841 stellte er in Cincinnati unter dem Titel Jupiter and Callisto sein erstes Gemälde aus. In der Mitte der 1840er Jahre unternahm er Studienreisen nach Kentucky und Virginia. Mit einem Motiv aus Kentucky war er 1846 erstmals auf einer Ausstellung der American Art-Union in New York City vertreten. Damals bestritt er seinen Lebensunterhalt als Dioramen-Maler. Unterstützt von seinem frühen Förderer Elias Lyman Magoon (1810–1886), einem Geistlichen der Baptisten und einem Schriftsteller, arbeitete er 1847 an einer Serie von Bildern, die er Progress of Civilization nannte, inspiriert durch William Cullen Bryant Gedicht The Ages, vielleicht auch durch Thomas Coles Gemälde The Course of Empire (1836). Um diese Zeit eröffnete er ein eigenes Atelier in Cincinnati. 1850 schuf er das Panorama Milton’s Paradise Lost and Paradise Regained, das er wegen einer Erkrankung nicht vollendete, sondern John C. Wolfe, ein zwischen 1843 und 1859 tätiger Maler. Dieses Panorama wurde im Mai 1851 in Barnum’s American Museum in New York City gezeigt.
1851 heiratete er Mary Ann Cowdell. Zu dieser Zeit galt er bereits als „most eminent in landscape“. 1852 malte er in den Allegheny Mountains, entlang der Baltimore and Ohio Railroad, deren Direktor ihn mit Gemälden beauftragt hatte. Mit seinen Malerfreunden John Robinson Tait und Robert S. Duncanson brach er 1853 zu einer Europareise auf, von der sie 1854 zurückkehrten. Stationen dieser Grand Tour waren vermutlich London, Paris und Italien. 1855/1856 unternahm er eine zweite Italienreise, nach Florenz, wo er sich zunächst niederzulassen gedachte, später, wohl 1860 und 1861, folgten weitere Reisen dorthin.

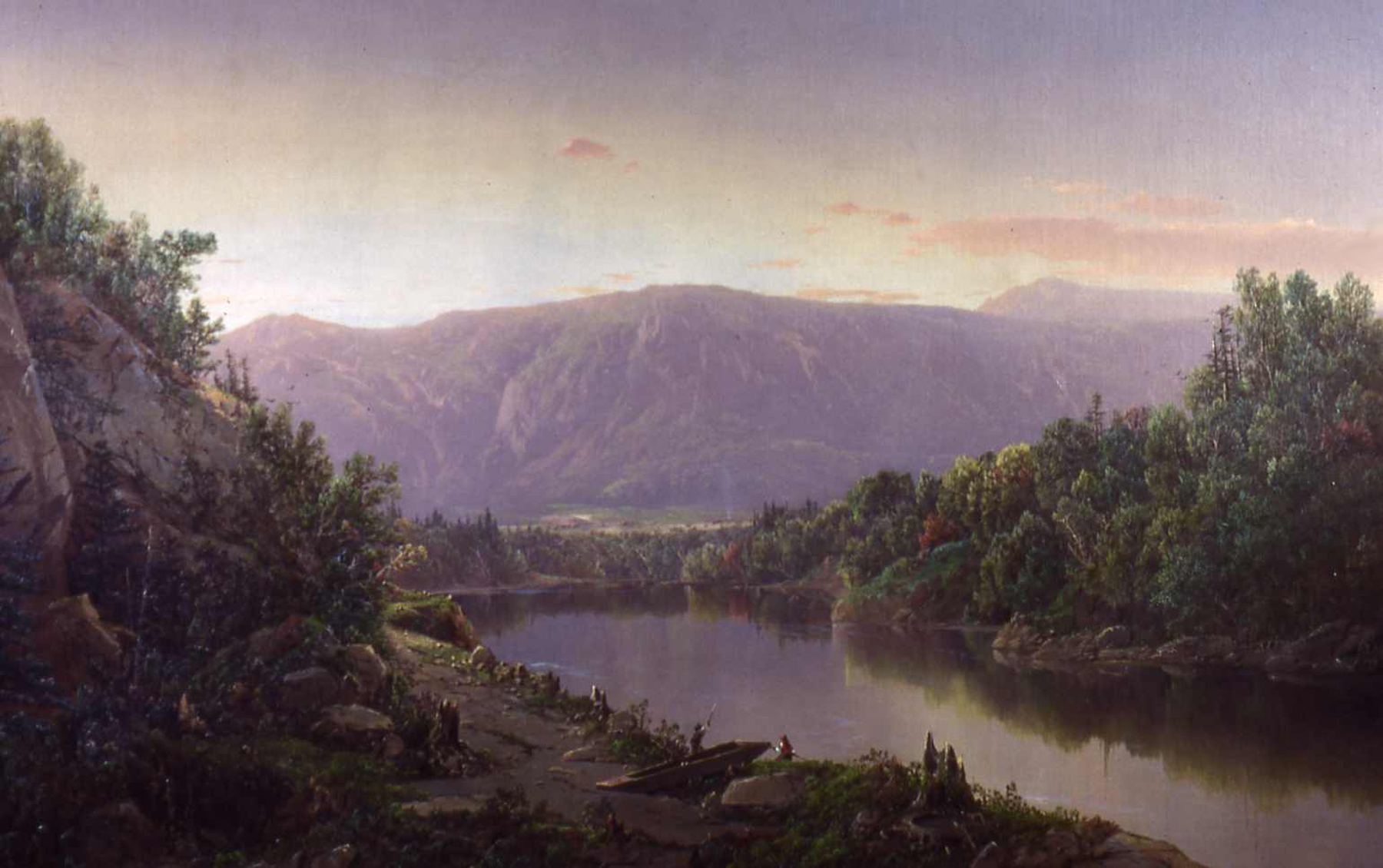
On the Potomac, 1850, Walters Art Museum
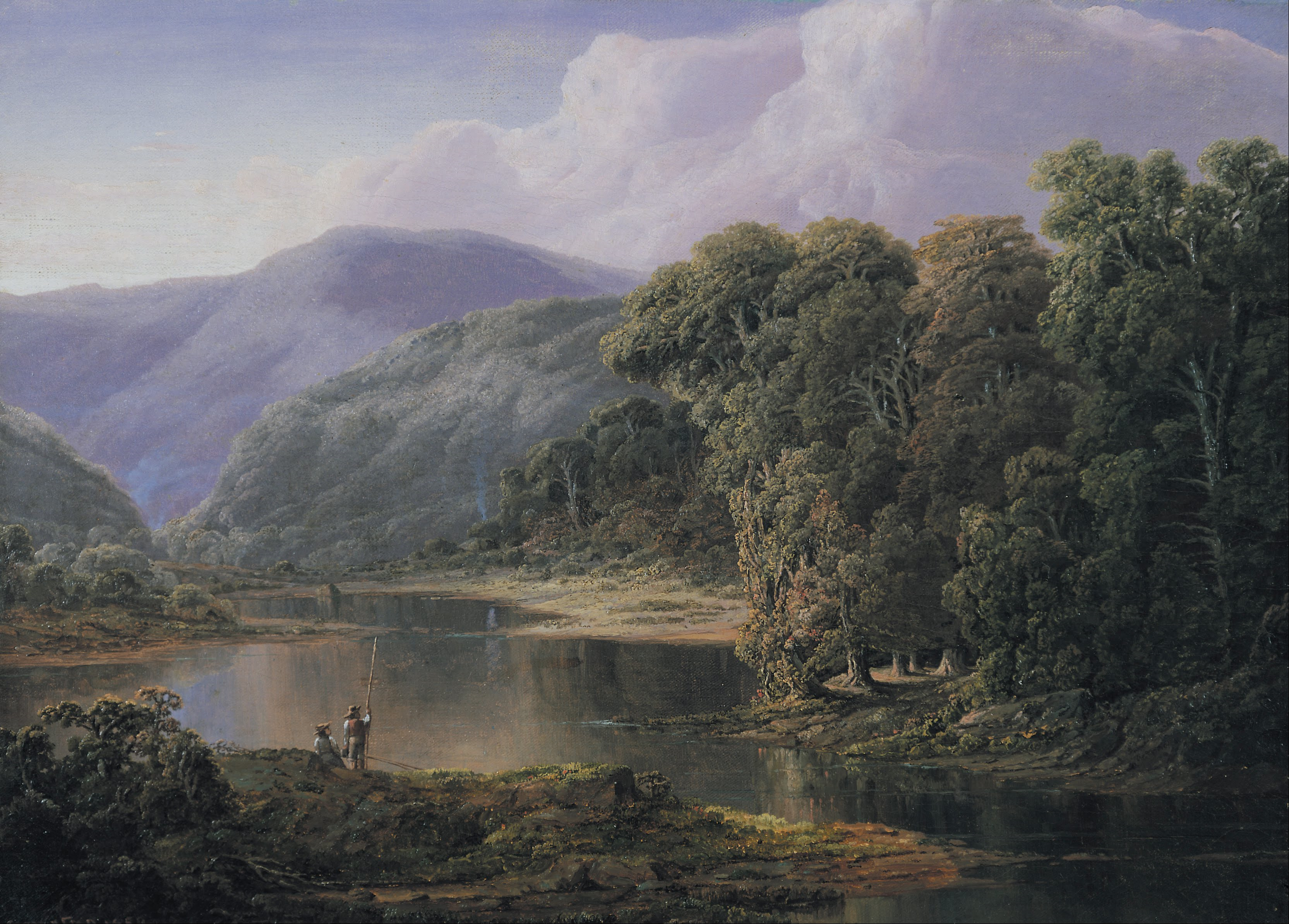
Landscape, 1854, Cincinnati Art Museum
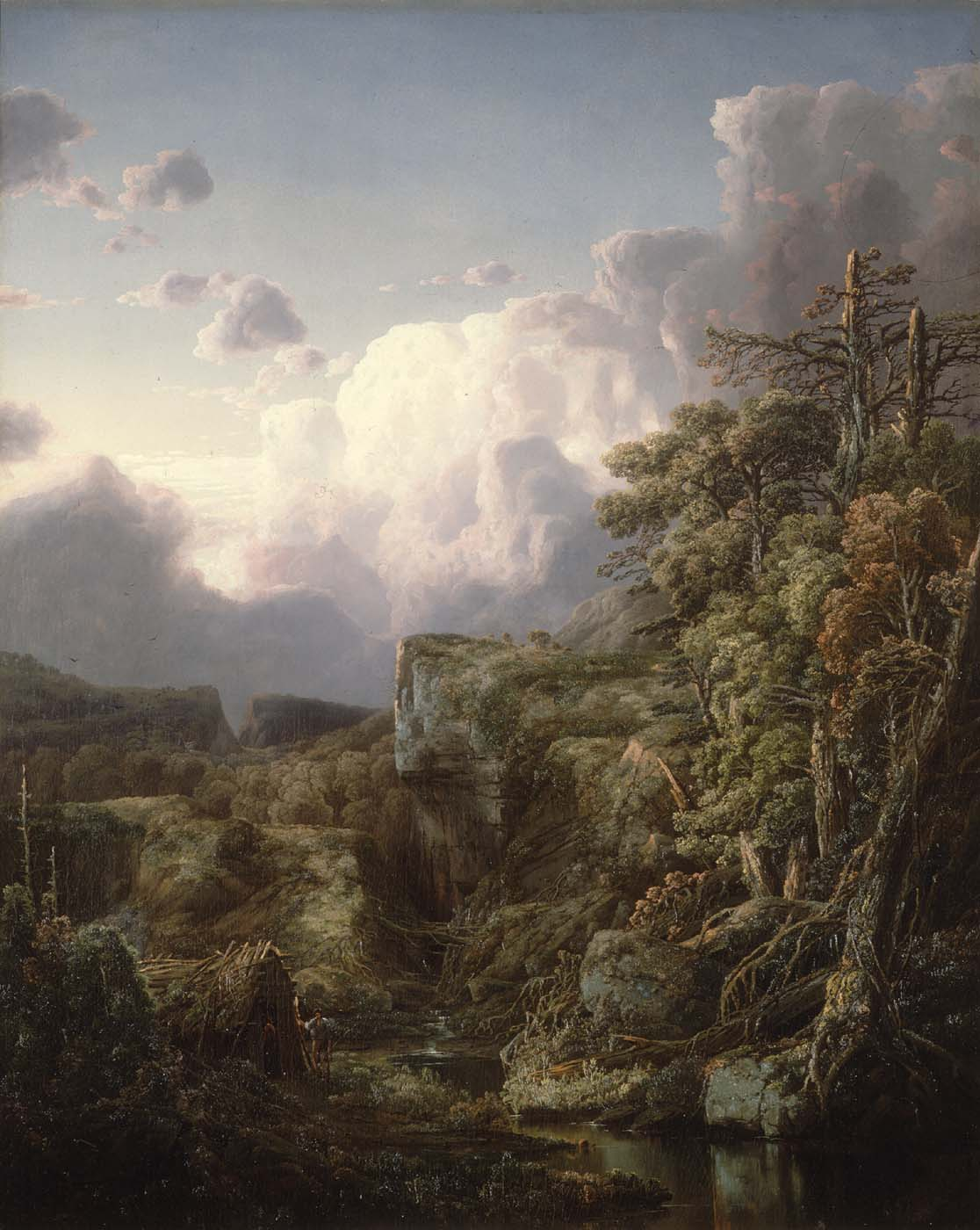
Mountain Landscape, 1854, Smithsonian American Art Museum
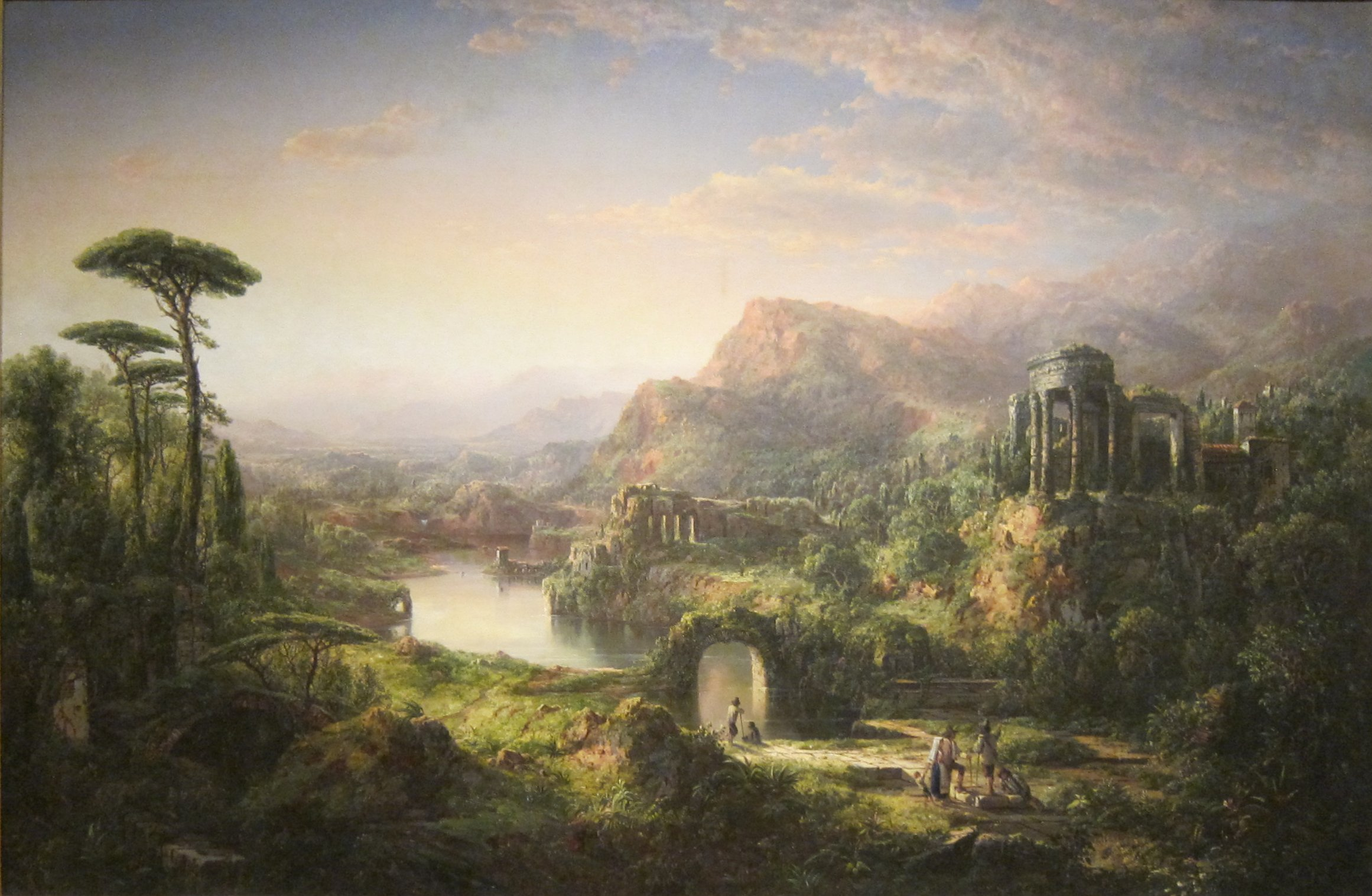
Dream of Italy, 1859, Dayton Art Institute
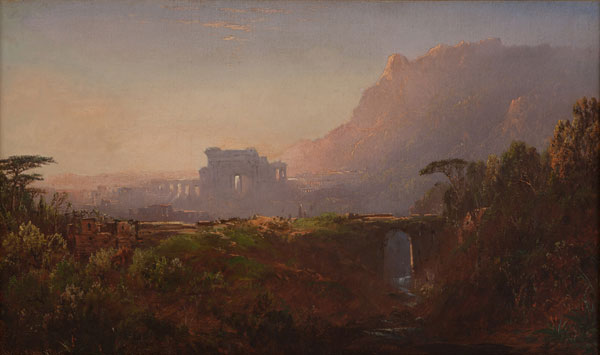
A Dream of Italy, Woodmere Art Museum
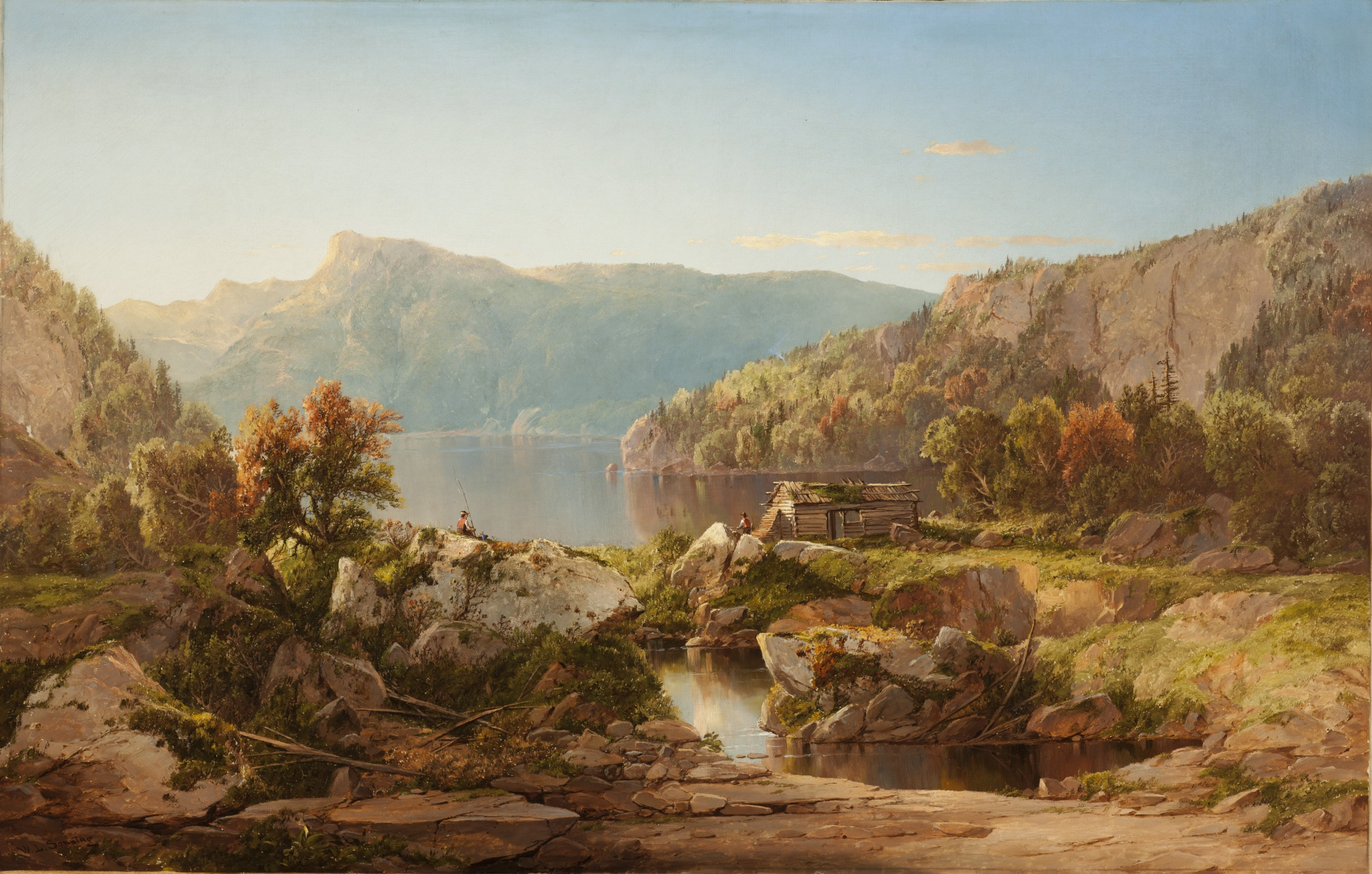
Autumn Morning on the Potomac, 1860er Jahre, Los Angeles County Museum of Art
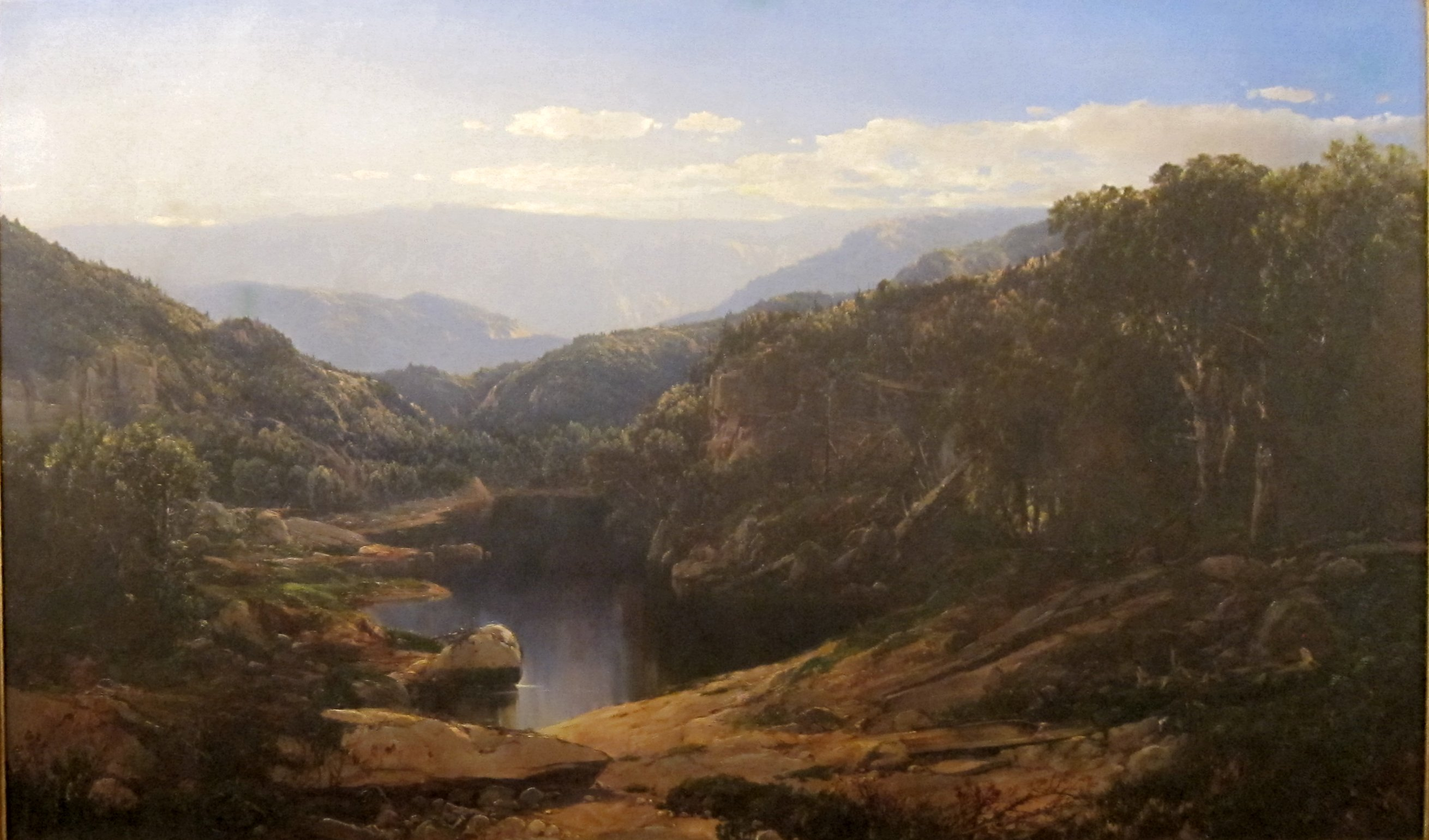
Mountain Landscape with Lake, um 1865, Cincinnati Art Museum
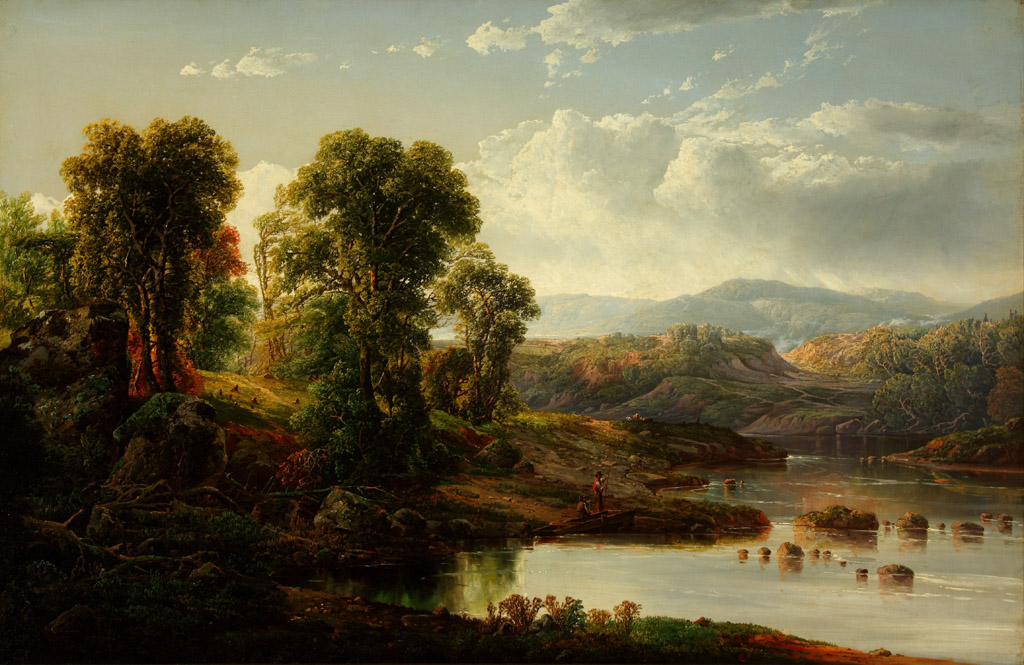
Landscape with Fisherman, 1870, High Museum of Art
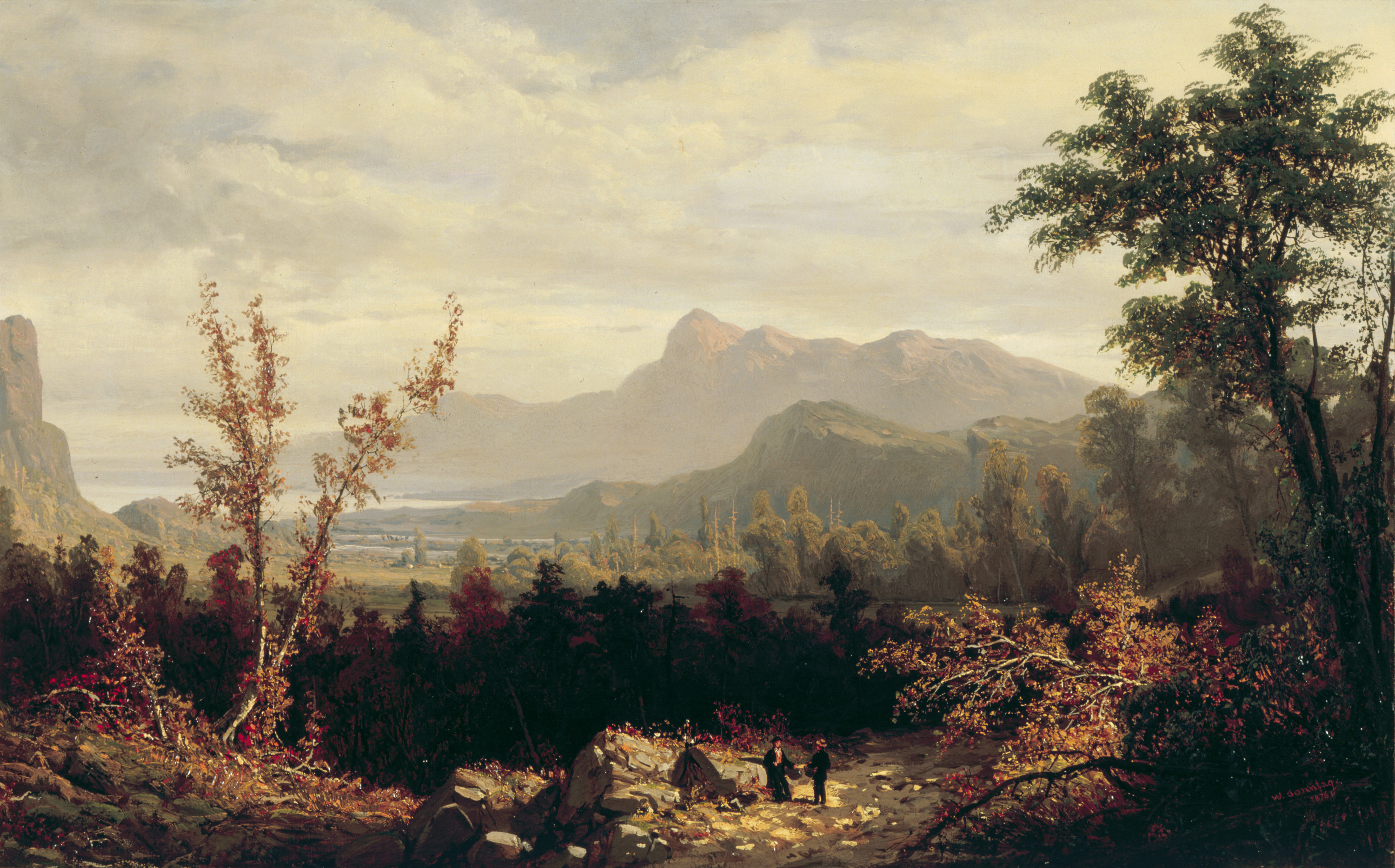
In the White Mountains, New Hampshire, 1876, Weißes Haus
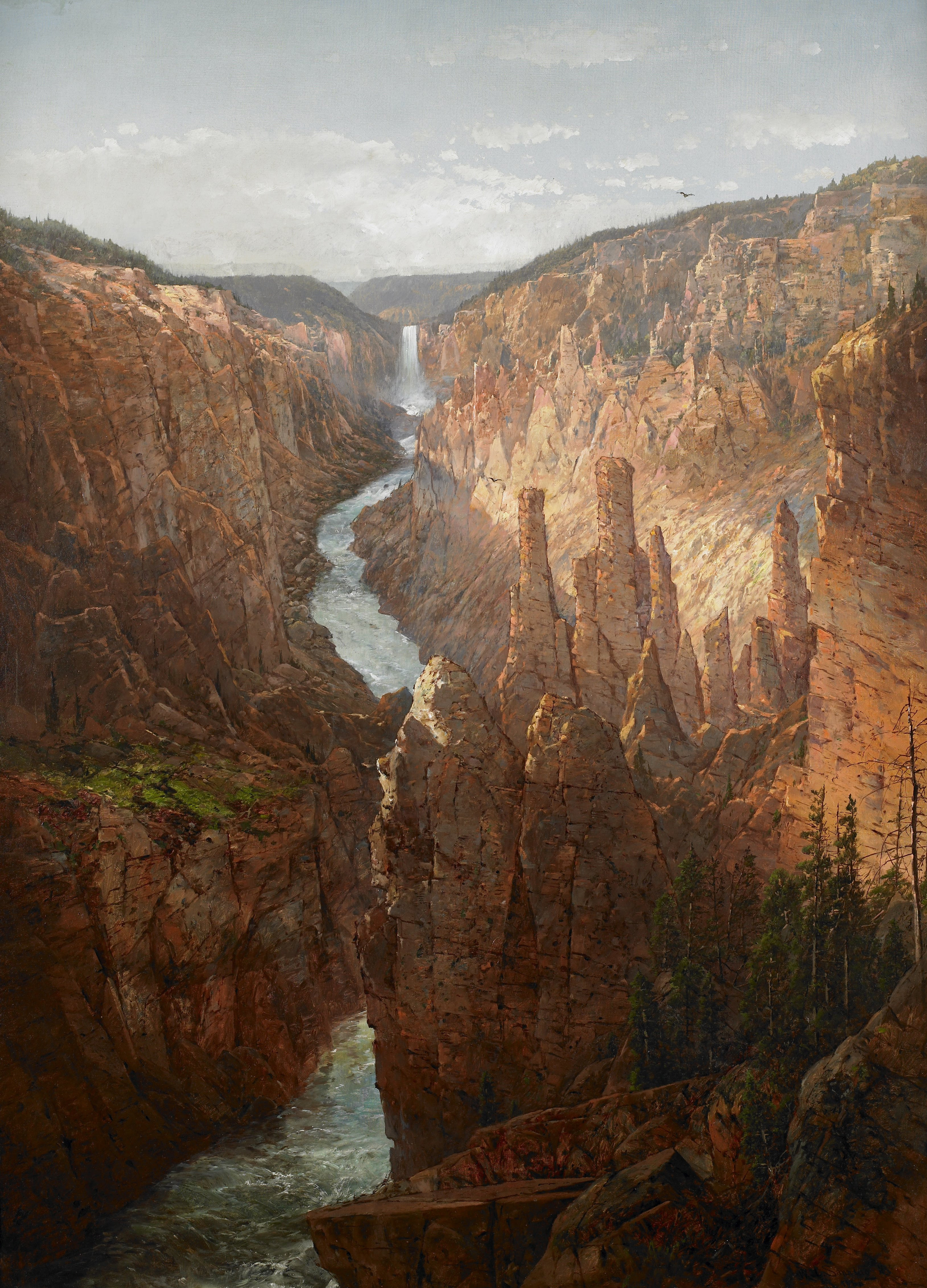
Grand Canyon, Yellowstone River, Wyoming, 1886, Birmingham Museum of Art

1857 zog er nach New York City, wo er an der National Academy of Design bereits 1855 ausgestellt hatte und wo er in der zweiten Hälfte des 19. Jahrhunderts regelmäßig vertreten war. Deren associate member wurde er 1860, 1861 wurde er academian. Des Weiteren wurde er Mitglied der Artists’ Fund Society und der American Art-Union. Als er 1859 in New York sein Gemälde Dream of Italy in der Düsseldorf Gallery präsentierte, stieß er auf große Aufmerksamkeit der Kunstkritik und fand dort überwiegend Zustimmung und Ermutigung. Sie verlieh ihm umgehend den Rang eines führenden Landschaftsmalers der Stadt.  
Zu Beginn der 1860er Jahre bereiste er North und South Carolina sowie West Virginia. Ab 1853 stellte er an der Pennsylvania Academy of the Fine Arts aus, außerdem am Boston Athenæum, ferner in der Brooklyn Art Association. Ab den 1860er Jahren widmete er sich verstärkt der Aquarellmalerei. Nach 1870 wandte er sich kleineren Formaten und einer Malweise im Stil der Schule von Barbizon zu. Ab 1881 waren seine Aquarelle in der American Watercolor Society zu sehen. 1882/1883 kooperierte er auf einigen Gemälden mit Arthur Fitzwilliam Tait.
Sonntags Sohn, William Louis Sonntag der Jüngere (1869–1898), war auch Maler, ferner ein Illustrator.